# 7 juli
7 juli is de 188ste dag van het jaar (189ste dag in een schrikkeljaar) in de gregoriaanse kalender. Hierna volgen nog 177 dagen tot het einde van het jaar.

## Gebeurtenissen
- Algemeen
  - 1990 - De Franse ondernemer Bernard Tapie koopt voor zo'n 1 miljard euro een participatie van 80% in de sportartikelenfabrikant Adidas.
  - 2007 - Op 07-07-07 slaagt de Haagse rockgroep "Seven" er in om op zeven verschillende podia steeds zeven nummers te spelen, en komt daarmee in het Guinness Book of Records.
  - 2007 - Live Earth, een reeks concerten op diverse locaties op zeven continenten, wordt gehouden om aandacht te vragen voor het klimaat.
  - 2009 - Michael Jackson wordt herdacht in Los Angeles: de zanger was op 25 juni 2009 overleden.
  - 2011 - Tijdens de bouw voor uitbreiding van het voetbalstadion van FC Twente, De Grolsch Veste, stort een gedeelte van het dak in; er zijn twee dodelijke slachtoffers en 14 gewonden te betreuren.
- Bouwkunst en architectuur
  - 2007 - De Nieuwe Centrale Bibliotheek van Amsterdam wordt op het Oosterdokseiland geopend: de grootste openbare bibliotheek van de Benelux en ontworpen door Jo Coenen.
- Criminaliteit en veiligheid
  - 1837 - Laatste doodvonnisvoltrekking in Zwolle: Albert Wetterman wordt opgehangen voor de moord op zijn vrouw.
  - 2005 - Aanslagen in Londen op het openbaar vervoer, waarbij 56 doden vallen.
- Kunst en cultuur
  - 1990 - "De Drie Tenoren" (Luciano Pavarotti, Plácido Domingo en José Carreras) geven in de ruïnes van de Thermen van Caracalla een concert dat via de televisie door zo'n 800 miljoen mensen gevolgd wordt.
  - 2007 - De nieuwe Zeven Wereldwonderen worden bekendgemaakt.
  - 2011 - De Codex Calixtinus wordt gestolen uit de kathedraal van Santiago de Compostella.
- Oorlog
  - 1523 - Executie van Wijerd Jelckama te Leeuwarden. Deze was de laatst overgebleven Friese opstandeling en tevens neef van Grote Pier.
  - 1944 - Boven Hoorn komen twee Amerikaanse B-17 bommenwerpers met elkaar in botsing en storten neer. Daarbij komen dertien van de twintig bemanningsleden en een inwoonster van Hoorn om het leven.
  - 1991 - Slovenië en de Socialistische Federatieve Republiek Joegoslavië sluiten het Akkoord van Brioni.
  - 1994 - Aden wordt bezet door troepen van Noord-Jemen.
- Politiek
  - 420 - Einde van de Oostelijke Jin-dynastie in China. Het keizerrijk telt 1768 kloosters en ruim 24.000 boeddhistische monniken. De militaire macht wordt verdeeld onder de plaatselijke krijgsheren en de Liu Song-dynastie wordt gesticht.
  - 1801 - Haïti roept zijn onafhankelijkheid uit.
  - 1972 - De Nederlandse regering besluit niet langer het gebruik van softdrugs te vervolgen.
  - 1978 - De Salomonseilanden worden onafhankelijk van het Verenigd Koninkrijk.
  - 1986 - De regering van Jordanië sluit de kantoren van Al-Fatah.
  - 1994 - Het Roemeense parlement verhindert met een grote meerderheid een poging van de oppositie om een afzettingsprocedure tegen president Ion Iliescu te beginnen
  - 2022 - De premier van het Verenigd Koninkrijk, Boris Johnson, kondigt zijn aftreden aan. Zijn positie was onhoudbaar geworden na een reeks schandalen.
  - 2023 - Het kabinet-Rutte IV komt ten val en wordt demissionair tot de volgende verkiezingen. De vier regeringspartijen konden het ondanks dagenlang onderhandelen niet eens worden over het onderwerp gezinshereniging.[1]

- Recreatie

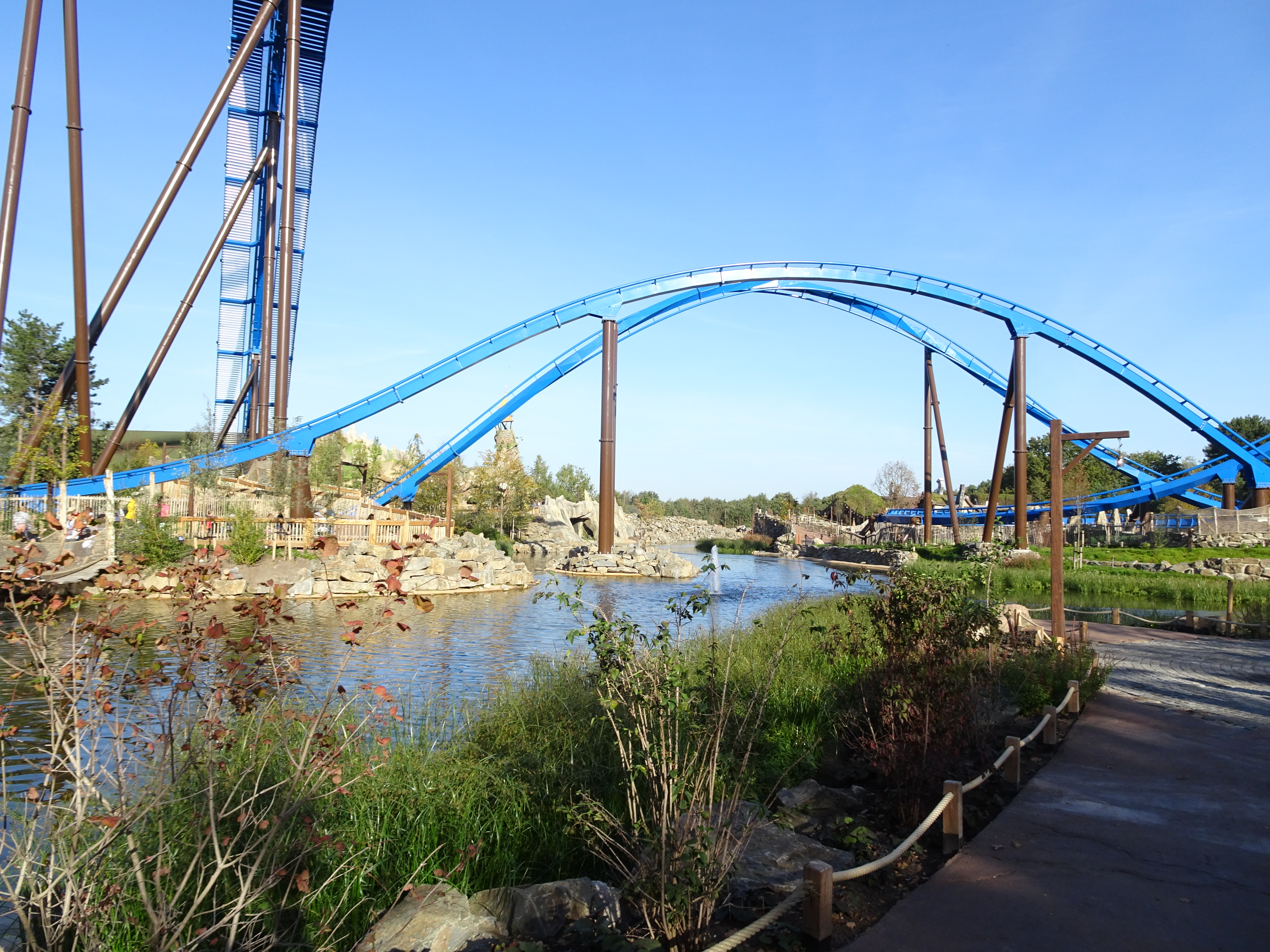
Attractiepark Toverland opent twee nieuwe themagebieden en attracties.

  - 2018 - Attractiepark Toverland in het Nederlandse Sevenum opent twee nieuwe themagebieden tezamen met de attracties Fēnix en Merlin's Quest.
- Religie
  - 418 - Germanus wordt gewijd tot bisschop van Auxerre. Hij sticht aan de oevers van de Yonne een kloostergemeenschap.
  - 1456 - De veroordeling van Jeanne d'Arc wordt 25 jaar later door paus Calixtus III nietig verklaard, nadat ze in 1431 wegens ketterij was terechtgesteld.
  - 1935 - Priesterwijding van Albino Luciani.
- Sport
  - 1892 - De Nederlander Janus Ooms wint als eerste niet-Britse roeier de Diamond Sculls in Henley, het officieuze wereldkampioenschap.
  - 1924 - Tijdens de Olympische Zomerspelen in Parijs wint de Britse atleet Harold Abrahams goud op de 100 meter.
  - 1925 - Oprichting van de Belgische voetbalclub Koninklijke White Star Club Lauwe.
  - 1974 - Nederland verliest de finale van het WK voetbal met 2-1 van gastland West-Duitsland.
  - 1985 - De 17-jarige Boris Becker wint als eerste Duitser en jongste tennisser ooit het toernooi van Wimbledon.
  - 1990 - De Amerikaanse tennisster Martina Navrátilová sleept haar negende overwinning binnen op Wimbledon in het enkelspel: een absoluut record. Ze wint de finale van haar landgenote Zina Garrison met 6-4 en 6-1.
  - 1991 - Het Amerikaans voetbalelftal wint de eerste editie van de CONCACAF Gold Cup door in de finale Honduras na strafschoppen te verslaan.
  - 1996 - Richard Krajicek wint als eerste Nederlandse tennisser de finale van Wimbledon.
  - 2000 - Louis van Gaal wordt benoemd tot opvolger van Frank Rijkaard als bondscoach van het Nederlands voetbalelftal. Zijn contract loopt tot en met het wereldkampioenschap voetbal 2006 in Duitsland.
  - 2006 - Opening van de Fosshaugane Campus, een voetbalstadion in de Noorse plaats Sogndal in de provincie Sogn og Fjordane.
  - 2012 - Serena Williams wint haar vijfde Wimbledontitel. De Amerikaanse tennisster verslaat in de finale de Poolse Agnieszka Radwańska, en heeft daarmee evenveel Wimbledontitels behaald als haar zus Venus.
  - 2013 - De Schot Andy Murray wint het tennistoernooi van Wimbledon door in de finale de Serviër Novak Đoković in drie sets te verslaan: 6-4, 7-5 en 6-4. Hij is hiermee de eerste Britse winnaar sinds Fred Perry in 1936, 77 jaar eerder.
  - 2016 - De Nederlander Churandy Martina wint de 100 meter tijdens de Europese kampioenschappen atletiek 2016 in Amsterdam.
  - 2018 - België wordt uitgeschakeld in de halve finale op het wereldkampioenschap voetbal in Rusland en verliest 1-0 van Frankrijk.
  - 2019 - Het Nederlands vrouwenvoetbalelftal verliest in Lyon zijn eerste WK-finale tegen de Verenigde Staten met 2-0.
  - 2019 - De wielerploeg van Jumbo-Visma wint de tweede etappe, een ploegentijdrit, in de Tour de France, waardoor de Nederlander Mike Teunissen in de gele trui blijft rijden.
- Wetenschap en technologie
  - 1668 - Isaac Newton promoveert aan het Trinity College in Cambridge tot doctor.
  - 1930 - Begin van de bouw van de Boulderdam (sinds 1947 de Hooverdam geheten).
  - 2022 - Mislukte lancering van een Minotaur II+ raket vanaf Vandenberg Space Force Base test platform 01 met de Mk21A component die gebruikt gaat worden voor de toekomstige LGM-35A Sentinel intercontinentale raket. De raket ontploft kort na de lancering.[2][3]

## Geboren

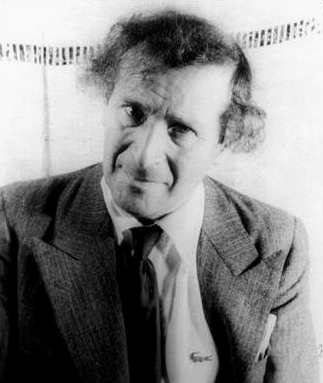
Marc Chagall,
geboren in 1887

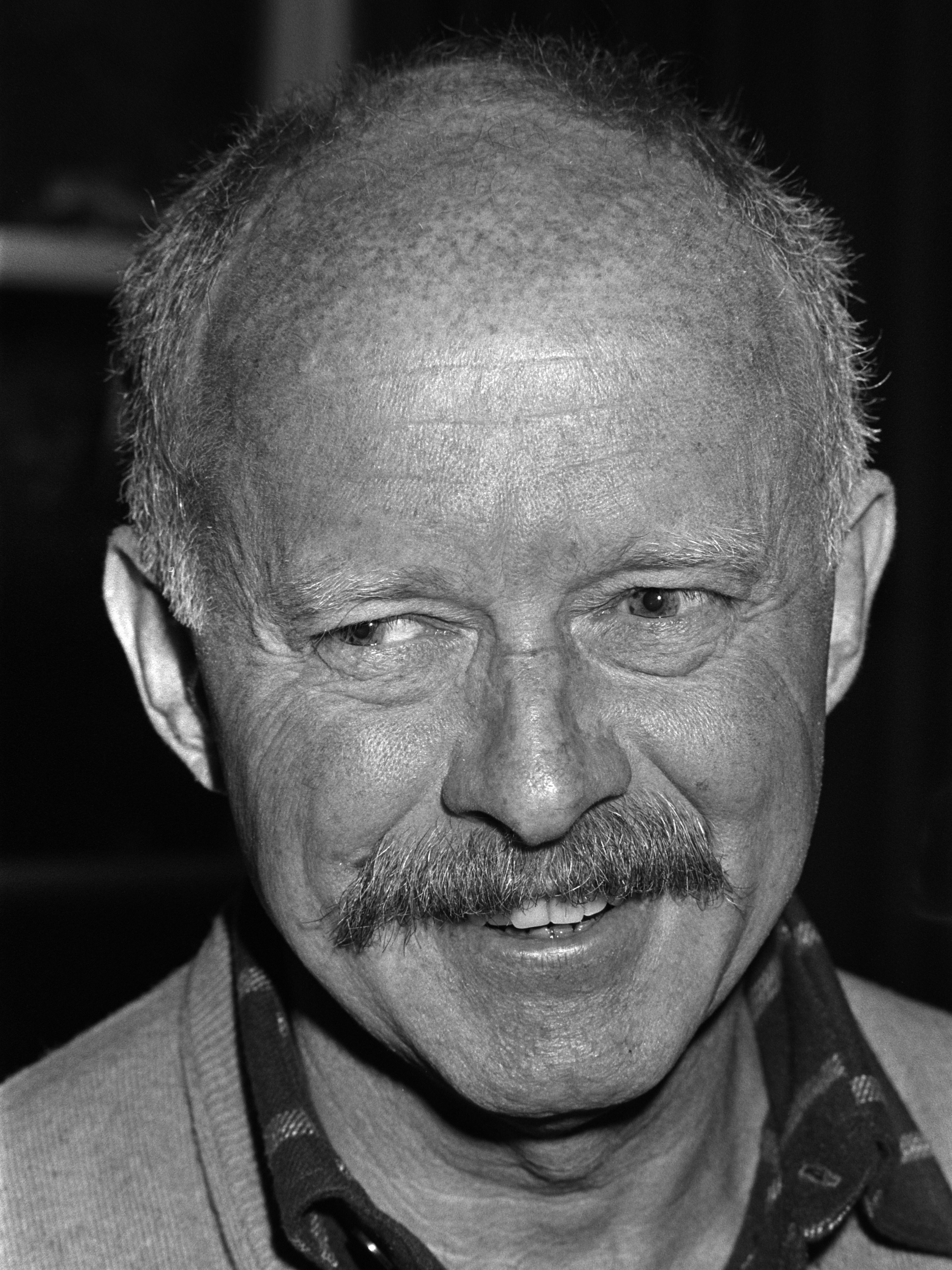
Dik Bruynesteyn,
geboren in 1927

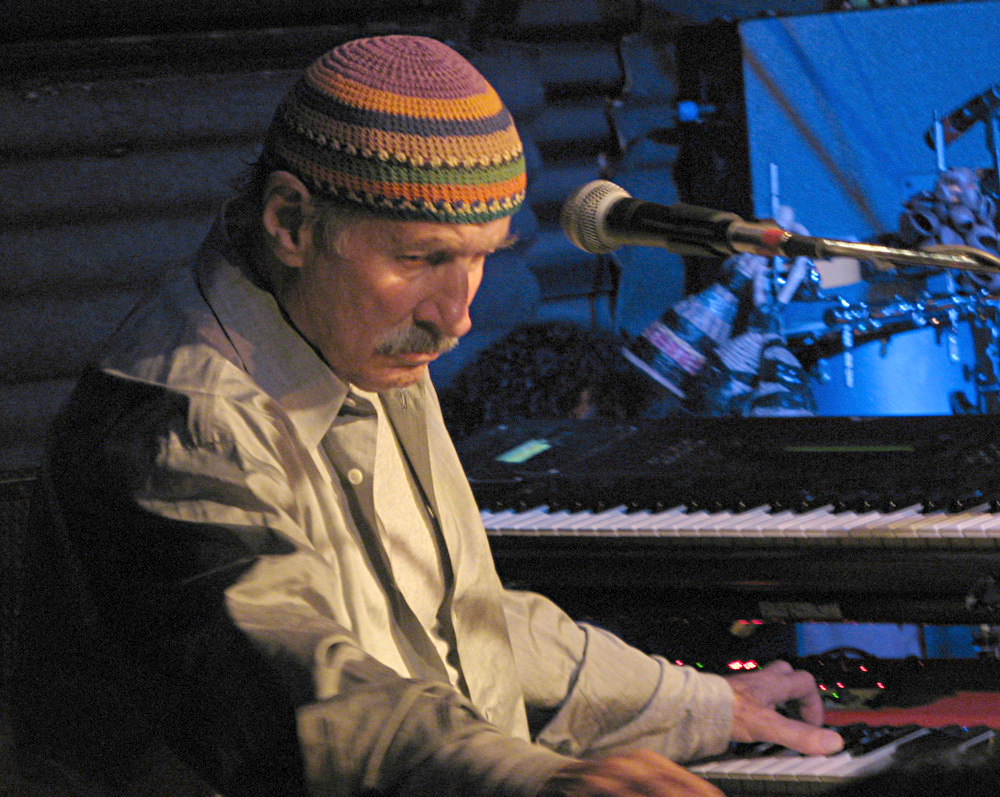
Joe Zawinul,
geboren in 1932

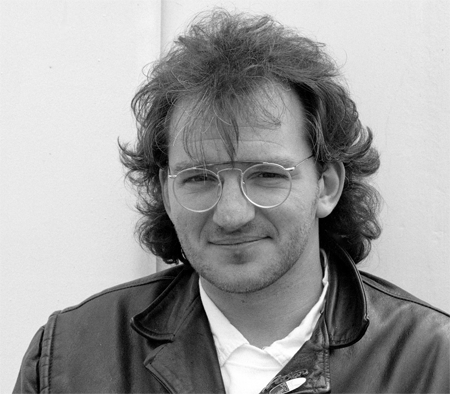
Jeroen van Inkel,
geboren in 1961

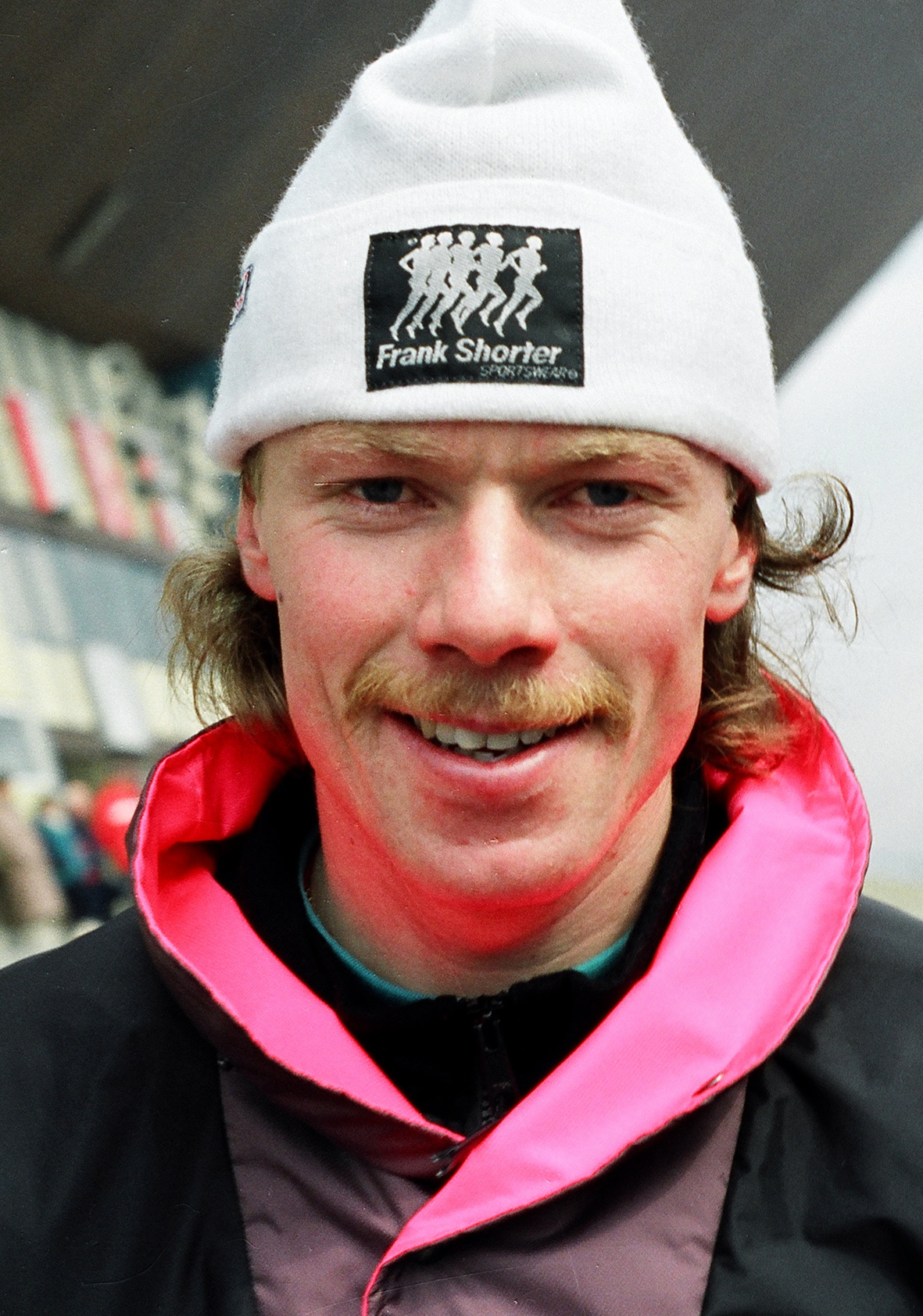
Geir Karlstad,
geboren in 1963

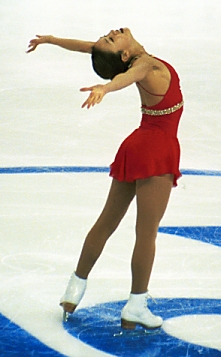
Michelle Kwan,
geboren in 1980

- 1053 - Shirakawa, 72ste keizer van Japan (overleden 1129)
- 1119 - Sutoku, 75ste keizer van Japan (overleden 1164)
- 1588 - Wolraad IV van Waldeck-Eisenberg, Duits graaf (overleden 1640)
- 1656 - Goeroe Har Krisjan, achtste goeroe van het sikhisme (overleden 1664)
- 1752 - Joseph-Marie Jacquard, Frans uitvinder van het programmeerbare weefgetouw (overleden 1834)
- 1833 - Félicien Rops, Belgisch schilder, graveerder en illustrator (overleden 1898)
- 1835 - Ernest Giles, Australisch ontdekkingsreiziger (overleden 1897)
- 1843 - Camillo Golgi, Italiaans arts (overleden 1926)
- 1858 - Raymond-Célestin Bergougnan, Frans ondernemer (overleden 1942)
- 1860 - Gustav Mahler, Oostenrijks componist en dirigent (overleden 1911)
- 1873 - Sándor Ferenczi, Hongaars psychiater en psychoanalyticus (overleden 1933)
- 1881 - Otto Cornelis Adriaan van Lidth de Jeude, Nederlands waterbouwkundige en politicus (overleden 1952)
- 1884 - Lion Feuchtwanger, Duits schrijver (overleden 1958)
- 1885 - Ernest Farrar, Brits componist en organist (overleden 1918)
- 1887 - Marc Chagall, Russisch schilder (overleden 1985)
- 1889 - Sanne van Havelte, Nederlands schrijfster van meisjesromans (overleden 1968)
- 1889 - Francesco Roberti, Italiaans curiekardinaal (overleden 1977)
- 1899 - George Cukor, Amerikaans filmregisseur (overleden 1983)
- 1901 - Gustav Knuth, Duits acteur (overleden 1987)
- 1901 - Vittorio De Sica, Italiaans filmregisseur (overleden 1974)
- 1906 - Yitzhak Ben-Aharon, Israëlisch politicus, publicist en vakbondsbestuurder (overleden 2006)
- 1906 - Anna Marie Hahn, Duits-Amerikaans seriemoordenares (overleden 1938)
- 1906 - Anton Karas, Oostenrijks citerspeler en componist (overleden 1985)
- 1907 - Robert Heinlein, Amerikaans sciencefiction-schrijver (overleden 1988)
- 1910 - Doris McCarthy, Canadees kunstschilder en autobiograaf (overleden 2010)
- 1910 - Heinz Winkler, Oost-Duits politicus (overleden 1958)
- 1911 - Jesse Carver, Engels voetballer en voetbalcoach (overleden 2003)
- 1911 - Gian Carlo Menotti, Amerikaans componist (overleden 2007)
- 1914 - Cor de Groot, Nederlands componist, dirigent en pianist (overleden 1993)
- 1916 - Jeff Rodyns, Belgisch violist en dirigent (overleden 1997)
- 1924 - Marcel Vandewattyne, Belgisch atleet (overleden 2009)
- 1926 - Nuon Chea, Cambodjaans chef-ideoloog (overleden 2019)
- 1927 - Dik Bruynesteyn, Nederlands striptekenaar (overleden 2012)
- 1927 - Leo Vanackere, Belgisch politicus, gouverneur West-Vlaanderen (overleden 1979)
- 1928 - Cotton Farmer, Amerikaans autocoureur (overleden 2004)
- 1929 - Georges Fillioud, Frans politicus en journalist (overleden 2011)
- 1930 - Theodore Edgar McCarrick, Amerikaans kardinaal-aartsbisschop van Washington DC (overleden 2025)
- 1931 - David Eddings, Amerikaans schrijver (overleden 2009)
- 1931 - Getúlio Santos da Silva (Getúlio), Braziliaans voetballer (overleden 2008)
- 1932 - Joe Zawinul, Amerikaans jazzmuzikant en componist (overleden 2007)
- 1933 - Toon Brusselers, Nederlands voetballer (overleden 2005)
- 1933 - Murray Halberg, Nieuw-Zeelands atleet (overleden 2022)
- 1933 - David McCullough, Amerikaans geschiedkundige en auteur (overleden 2022)
- 1934 - Vinko Globokar, Sloveens trombonist en componist
- 1936 - Jo Siffert, Zwitsers autocoureur (overleden 1971)
- 1936 - Ted Troost, Nederlands haptonoom (overleden 2024)
- 1938 - Mathilde Willink, derde echtgenote van kunstschilder Carel Willink (overleden 1977)
- 1939 - Jérôme Reehuis, Nederlands acteur en dichter (overleden 2013)
- 1940 - Wolfgang Clement, Duits politicus (overleden 2020)
- 1940 - Gerrit Niehaus, Nederlands voetballer (overleden 2025)
- 1940 - Nemesio Pozuelo, Sovjet voetballer
- 1940 - Dave Rowberry, toetsenist van The Animals (overleden 2003)
- 1940 - Ringo Starr, Brits drummer van The Beatles
- 1940 - Rosel Zech, Duits actrice (overleden 2011)
- 1943 - Toto Cutugno, Italiaans zanger (overleden 2023)
- 1943 - Paul Ovink, Nederlands schilder en grafisch kunstenaar (overleden 2020)
- 1944 - Roberto Caveanha (Babá), Braziliaans voetballer
- 1944 - Jürgen Grabowski, Duits voetballer (overleden 2022)
- 1944 - Tony Jacklin, Engels golfer
- 1944 - Araquem de Melo, Braziliaans voetballer (overleden 2001)
- 1944 - Jan Vranken, Belgisch hoogleraar sociologie
- 1947 - Gyanendra, koning van Nepal
- 1947 - André Sollie, Vlaams kinderboekenauteur en -illustrator (overleden 2025)
- 1947 - Leonard van Veldhoven, Nederlands architect, ondernemer en schrijver
- 1948 - Sam Bogaerts, Belgisch theaterregisseur (overleden 2021)
- 1949 - Shelley Duvall, Amerikaans actrice (overleden 2024)
- 1949 - Christine Kraft, Nederlands schrijfster en actrice (overleden 2020)
- 1951 - Michael Henderson, Amerikaans bassist, gitarist, saxofonist en zanger (overleden 2022)
- 1951 - Bart Vos, Nederlands bergbeklimmer en schrijver
- 1959 - Frode Rønning, Noors schaatser
- 1959 - Ben Swagerman, Nederlands politicus
- 1960 - Ines Geipel, Duits atlete, schrijfster en hoogleraar
- 1961 - Filip Haeyaert, Belgisch cabaretier en singer-songwriter
- 1961 - Jeroen van Inkel, Nederlands diskjockey
- 1963 - Geir Karlstad, Noors schaatser
- 1963 - Vonda Shepard, Amerikaans zangeres
- 1964 - Paolo Bertini, Italiaans voetbalscheidsrechter
- 1965 - Mo Collins, Amerikaans actrice
- 1966 - Henk Fraser, Nederlands voetballer
- 1966 - Khamis al-Obeidi, Iraaks advocaat (overleden 2006)
- 1968 - Pedro Francisco Garcia (Tupãzinho), Braziliaans voetballer
- 1969 - Selma van Dijk, Nederlands televisiepresentatrice
- 1969 - Johan Furhoff, Zweeds schaker
- 1969 - Rina Hill, Australisch (tri)atlete
- 1969 - Sylke Otto, Duits rodelaarster
- 1969 - Joe Sakic, Canadees ijshockeyspeler
- 1970 - Aron Wade, Belgisch acteur (overleden 2024)
- 1970 - Erik Zabel, Duits wielrenner
- 1971 - Ståle Stensaas, Noors voetballer
- 1972 - Lisa Leslie, Amerikaans basketbalster
- 1972 - Tony West, Engels darter
- 1973 - Roland Schaack, Luxemburgs voetballer en voetbalcoach
- 1974 - Liv Grete Skjelbreid Poirée, Noors biatlete
- 1974 - Marián Zeman, Slowaaks voetballer
- 1975 - Adam Nelson, Amerikaans atleet
- 1975 - Olga Medvedtseva, Russisch langlaufster en biatlete
- 1976 - Guillaume Cunnington, Frans autocoureur
- 1976 - Dominic Foley, Iers voetballer
- 1976 - Remco Reiding, Nederlands journalist, schrijver en onderzoeker
- 1977 - Daniel Stefański, Pools voetbalscheidsrechter
- 1977 - Diddo Velema, Nederlands kunstenaar
- 1978 - Bloem de Ligny, Nederlands zangeres
- 1979 - Catalina Castaño, Colombiaans tennisster
- 1980 - Marc Hogervorst, Nederlands voetbaldoelman
- 1980 - Sergej Klimov, Russisch wielrenner
- 1980 - Michelle Kwan, Amerikaans kunstschaatsster
- 1981 - Mahendra Singh Dhoni, Indiase cricketer
- 1981 - Synyster Gates, Amerikaans gitarist
- 1981 - Omar Naber, Sloveens rockzanger
- 1981 - Michael Silberbauer, Deens voetballer en trainer
- 1981 - Marcin Szeląg, Pools schaker
- 1982 - Anneke Beerten, Nederlands mountainbiker
- 1983 - Shandria Brown, Bahamaans atlete
- 1983 - Stanislav Donets, Russisch zwemmer
- 1983 - Jakob Poulsen, Deens voetballer
- 1984 - Alberto Aquilani, Italiaans voetballer
- 1985 - Marco Cribari, Zwitsers atleet
- 1985 - Wouter Jolie, Nederlands hockeyer
- 1985 - Moses Mosop, Keniaans atleet
- 1988 - Kristi Castlin, Amerikaans atlete
- 1988 - Sophie Rodriguez, Frans snowboardster
- 1989 - Julianna Guill, Amerikaans actrice
- 1989 - Mauro dos Santos, Argentijns voetballer
- 1990 - Amadeus Serafini, Amerikaans acteur
- 1992 - Kenneth To, Australisch zwemmer (overleden 2019)
- 1993 - Gabriel Chaves, Amerikaans autocoureur
- 1993 - Cloé Lacasse, Canadees voetbalster
- 1993 - Grâce Zaadi, Frans handbalster
- 1994 - Hali Flickinger, Amerikaans zwemster
- 1994 - Ashton Irwin, Australisch zanger, lid van 5 Seconds of Summer
- 1994 - Friederike Repohl, Duits voetbalster
- 1997 - Bowen Becker, Amerikaans zwemmer
- 1997 - Maddie Rooney, Amerikaans ijshockeyster
- 1998 - Dylan Sprayberry, Amerikaans acteur
- 1999 - Juultje Tieleman, Nederlands vlogster en influencer
- 2001 - Martyna Brodzik, Pools voetbalster
- 2001 - Nicolò Buratti, Italiaans wielrenner
- 2001 - Lakeesha Eijken, Nederlands voetbalster
- 2001 - Charles Paige, Brits wielrenner

## Overleden
- 574 - Paus Johannes III (??)
- 1304 - Paus Benedictus XI (64)

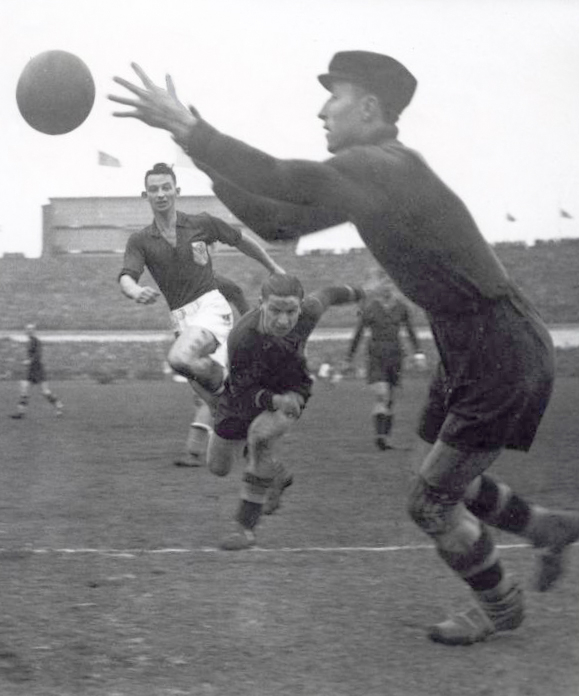
Beb Bakhuijs
overleden in 1982

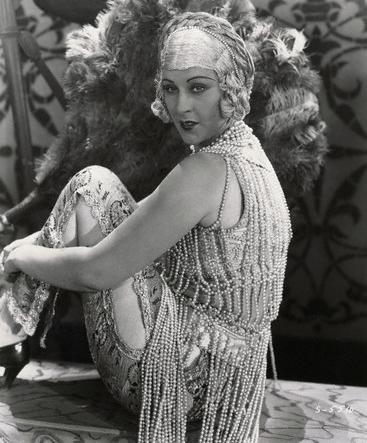
Anita Garvin
overleden in 1994

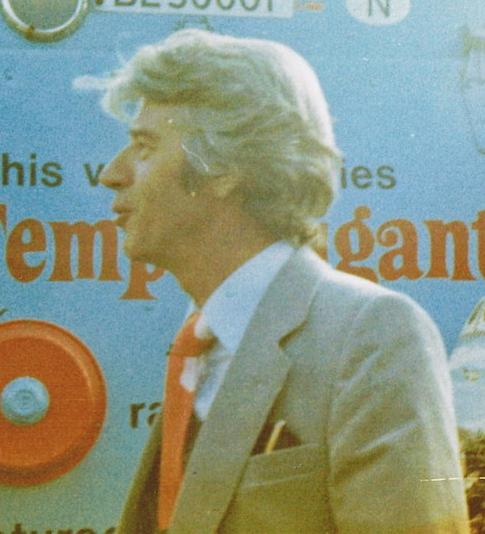
Rudi Carrell,
overleden in 2006

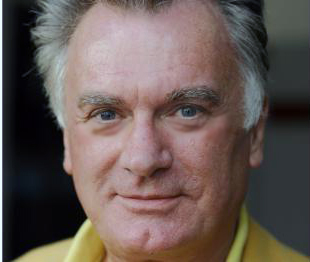
Carol van Herwijnen,
overleden in 2008

- 1307 - Koning Eduard I van Engeland (68)
- 1720 - Maria Barbara Bach (35), eerste vrouw van de Duitse componist Johann Sebastian Bach
- 1739 - Christian Cavanagh (72), vrouwelijke militair die meevocht in Spaanse Successieoorlog
- 1816 - Richard Sheridan (64), Iers toneelschrijver en politicus
- 1837 - Albert Wetterman (±38), laatste persoon die in Overijssel in vredestijd ter dood werd gebracht
- 1863 - William Mulready (77), Iers-Engels kunstschilder
- 1889 - Giovanni Bottesini (67), Italiaans contrabassist, dirigent en componist
- 1892 - Ivan Tsjerski (47), Pools-Russisch geoloog en geograaf
- 1901 - Johanna Spyri (74), Zwitsers schrijfster
- 1909 - Walter Ritz (31), Zwitsers natuurkundige
- 1914 - Janez Puh (52), Sloveens uitvinder
- 1930 - Sir Arthur Conan Doyle (71), Brits schrijver
- 1932 - Aleksandr Grin (51), Russisch schrijver
- 1932 - Tomas Mascardo (60), Filipijns revolutionair generaal
- 1935 - Virginia Fair Vanderbilt (60), Amerikaans filantrope
- 1956 - Gottfried Benn (70), Duits schrijver
- 1956 - John Willcock (76), 15e premier van West-Australië
- 1962 - Giovanni Panico (67), Italiaans curiekardinaal
- 1965 - Moshe Sharett (70), Israëlisch premier
- 1966 - Joseph Craeybeckx (79), Belgisch politicus
- 1968 - Jo Schlesser (40), Frans autocoureur
- 1971 - Ub Iwerks (70), Amerikaans tekenaar en eerste tekenaar van Mickey Mouse
- 1972 - Athenagoras I (86), Orthodox Patriarch van Constantinopel
- 1972 - Talal van Jordanië (63), Koning van Jordanië
- 1973 - Max Horkheimer (78), Duits socioloog en filosoof
- 1976 - Gustav Heinemann (76), Duits politicus, president van de Bondsrepubliek Duitsland
- 1982 - Beb Bakhuijs (73), Nederlands voetballer
- 1984 - Dirk Hannema (87), Nederlands museumdirecteur
- 1984 - Elba de Pádua Lima (Tim) (69), Braziliaans voetballer en trainer
- 1984 - Flora Robson (82), Brits actrice
- 1992 - Josy Barthel (65), Luxemburgs atleet en minister
- 1994 - Anita Garvin (88), Amerikaans Actrice
- 1999 - Bernardo Gandulla (83), Argentijns voetballer
- 2000 - Piet Bekaert (61), Belgisch kunstenaar
- 2001 - Fred Neil (65), Amerikaans folkzanger en -componist
- 2004 - André Laurier (59), Nederlands pater en slachtoffer van geweld
- 2006 - Syd Barrett (60), Engels zanger, gitarist en songwriter, lid en medeoprichter van Pink Floyd
- 2006 - Rudi Carrell (71), Nederlands presentator, entertainer, zanger, showmaster, filmproducent en acteur
- 2008 - Carol van Herwijnen (67), Nederlands acteur
- 2010 - Frank Dochnal (89), Amerikaans autocoureur
- 2011 - Robert Goethals (89), Belgisch voetbaltrainer
- 2012 - Leon Schlumpf (87), Zwitsers politicus
- 2013 - Joe Conley (85), Amerikaans acteur
- 2013 - Charles Sowa (80), Luxemburgs atleet
- 2014 - Alfredo Di Stéfano (88), Argentijns-Spaans voetballer en voetbaltrainer
- 2014 - Francisco Gabica (76), Spaans wielrenner
- 2014 - Edoeard Sjevardnadze (86), Georgisch politicus en president
- 2015 - María de Jesus Barroso Soares (90), Portugees politica en actrice
- 2015 - Jaime Morey (73), Spaans zanger
- 2015 - Fons van Wissen (82), Nederlands voetballer
- 2016 - John McMartin (86), Amerikaans acteur
- 2017 - Håkan Carlqvist (63), Zweeds motorcrosser
- 2017 - Tijn Kolsteren (6), Nederlands fondsenwerver
- 2018 - Levko Loekjanenko (89), Oekraïens politicus en dissident
- 2018 - Michael van Bourbon-Parma (92), Frans prins, militair, autocoureur en zakenman
- 2019 - Kim Akker (22), Nederlands judoka
- 2020 - Dannes Coronel (47), Ecuadoraans voetballer
- 2020 - Henry Krtschil (87), Duits componist en pianist
- 2020 - Henk Tennekes (69), Nederlands toxicoloog
- 2021 - Keshav Dutt (95), Indiaas hockeyer
- 2021 - Dilip Kumar (98), Indiaas filmacteur, filmproducent en politicus
- 2021 - Jovenel Moïse (53), Haïtiaans politicus
- 2021 - Carlos Reutemann (79), Argentijns autocoureur en politicus
- 2021 - Herman Willemse (87), Nederlands zwemmer
- 2021 - Angélique Ionatos (67), Grieks zangeres
- 2022 - Jacob Nena (80), president van Micronesië
- 2023 - Oscar Brashear (78), Amerikaans jazzmuzikant
- 2023 - Joseph Chebet (52), Keniaans atleet
- 2023 - Nikki McCray (51), Amerikaans basketbalspeelster
- 2025 - Norman Tebbit (94), Brits politicus

## Viering/herdenking
- Bhutan - Guru Rinbochy

Onafhankelijkheidsdag Salomonseilanden

- China - Chih Nu (feest van de Melkweg)
- Japan - Tanabata
- Spanje - San Fermínfeesten, oftewel het laten lopen van stieren door de straten in Pamplona en Navarra
- Salomonseilanden - Onafhankelijkheidsdag
- Tanzania - Saba Saba Day (of "Boerendag", naar aanleiding van de oprichting van de TANU-partij in 1954)
- Rooms-Katholieke kalender:
  - Heilige Willibald(us) (van Eichstätt) († 786) - gedachtenis (in Duitsland en in het bisdom Haarlem-Amsterdam)
  - Heilige Mark Ji Tianxiang († 1900), patroon van de drugsverslaafden
  - Heilige Pantaenus van Alexandrië († c. 200)
  - Heilige Ralph Milner (1591)
  - Maria van Den Bosch (1380) - Gedachtenis (in Bisdom 's-Hertogenbosch)
  - Zalige María Romero Meneses (1977)
  - Kerkwijding Kathedraal Gent (1559)

## Weerextremen

### Nederland
| | Officiële records | Officiële records | Officiële records |      | Landelijke records | Landelijke records | Landelijke records      |
| Gebeurtenis | Jaar              | Extreem           | Locatie           | Jaar | Extreem            | Locatie            |                         |
| --- | ----------------- | ----------------- | ----------------- | ---- | ------------------ | ------------------ | ----------------------- |
| Laagste etmaalgemiddelde temperatuur (°C) | 1903              | 10,7              | De Bilt           |      | 1954               | 10,2               | Deelen                  |
| Hoogste etmaalgemiddelde temperatuur (°C) | 1989              | 23,9              | De Bilt           |      | 1991               | 25,4               | Lauwersoog              |
| Laagste minimumtemperatuur (°C) | 1954              | 5,5               | De Bilt           |      | 1964               | 3,3                | Volkel                  |
| Hoogste minimumtemperatuur (°C) | 2001              | 17,7              | De Bilt           |      | 1923               | 19,0               | De Kooy                 |
| Laagste maximumtemperatuur (°C) | 1903              | 11,1              | De Bilt           |      | 1903               | 11,1               | De Bilt                 |
| Hoogste maximumtemperatuur (°C) | 1941              | 30,7              | De Bilt           |      | 1991               | 31,9               | Arcen                   |
| Hoogste uurgemiddelde windsnelheid (m/s) | 1915              | 10,8              | De Bilt           |      | 1969               | 21,1               | De Kooy                 |
| Hoogste windstoot (m/s) | 1960              | 20,6              | De Bilt           |      | 2008               | 23,0               | IJmuiden                |
| Langste zonneschijnduur (uur) | 1971              | 15,6              | De Bilt           |      | 1959 1991          | 15,8 15,8          | Leeuwarden Nieuw Beerta |
| Langste neerslagduur (uur) | 1969              | 8,0               | De Bilt           |      | 1990               | 12,0               | Maastricht              |
| Hoogste etmaalsom van de neerslag (mm) | 1936              | 26,7              | De Bilt           |      | 1994               | 57,6               | Lauwersoog              |
| Laagste etmaalgemiddelde relatieve vochtigheid (%) | 1976              | 37                | De Bilt           |      | 1976               | 27                 | Eindhoven               |
| Laagste uurwaarde luchtdruk op zeeniveau (hPa) | 1909              | 995,1             | De Bilt           |      | 1909               | 994,4              | De Kooy                 |
| Hoogste uurwaarde luchtdruk op zeeniveau (hPa) | 1971              | 1032,8            | De Bilt           |      | 1971               | 1034,3             | De Kooy                 |
| Officiële records worden altijd gemeten op het KNMI-weerstation in De Bilt. Landelijke records kunnen worden gemeten op elk officieel KNMI-weerstation in Nederland. |                   |                   |                   |      |                    |                    |                         |

Uitzonderlijke gebeurtenissen
- 1903 - Officieel maandrecord laagste etmaalgemiddelde temperatuur in °C van juli gemeten in De Bilt: 10,7. Samen met 4 juli 1962
- 1903 - Officieel maandrecord laagste maximumtemperatuur in °C van juli gemeten in De Bilt: 11,1
- 1976 - Landelijk maandrecord laagste etmaalgemiddelde relatieve vochtigheid in % van juli gemeten in Eindhoven: 27
- 1991 - Eerste officiële tropische dag van het jaar (maximumtemperatuur ≥ 30 °C in De Bilt)
- 2023 - Officieel langste zonneschijnduur in uren van juli dit jaar gemeten in De Bilt: 15,3
- 2023 - Landelijk langste zonneschijnduur in uren van juli dit jaar gemeten in De Kooy, Hoorn Terschelling, Lauwersoog en Nieuw Beerta: 15,5
- 2023 - Officieel laagste etmaalgemiddelde relatieve vochtigheid in % van juli dit jaar gemeten in De Bilt: 54
- 2023 - Landelijk laagste etmaalgemiddelde relatieve vochtigheid in % van juli dit jaar gemeten in Eindhoven: 45

### België
Dagrecords
- 1954 - Laagste etmaalgemiddelde temperatuur 11,4 °C
- 1976 - Hoogste etmaalgemiddelde temperatuur 24,6 °C
- 1954 - Laagste minimumtemperatuur 6,1 °C
- 1941 - Hoogste maximumtemperatuur 31,8 °C
- 1931 - Hoogste etmaalsom van de neerslag 23 mm

Uitzonderlijke gebeurtenissen
- 1903 - Maximumtemperatuur in Ukkel onder 12,6 °C.
- 1983 - In Maizeret (Andenne) valt 83,0 mm neerslag.
- 1991 - Tornado met schade in Overmere (Berlare).
- 1996 - Minimumtemperatuur 5,1 °C in Middelkerke tot 1,2 °C in Elsenborn (Bütgenbach).

<< · 1 · 2 · 3 · 4 · 5 · 6 · 7 · 8 · 9 · 10 · 11 · 12 · 13 · 14 · 15 · 16 · 17 · 18 · 19 · 20 · 21 · 22 · 23 · 24 · 25 · 26 · 27 · 28 · 29 · 30 · 31 · >>